# منخفض طوران

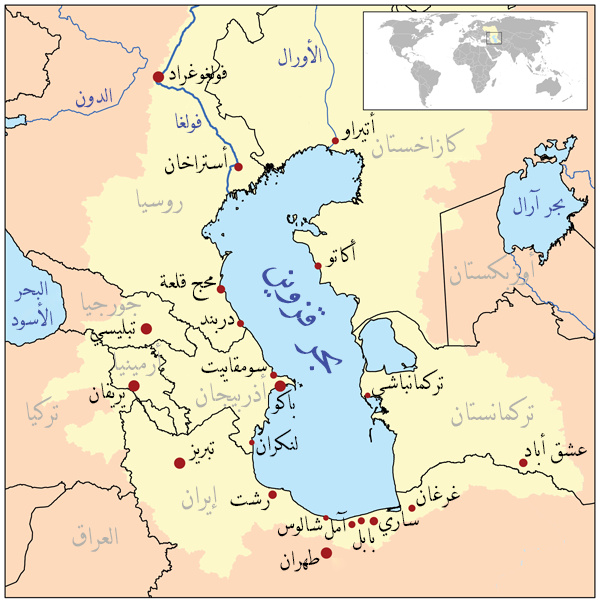
خريطة لبحر قزوين وآرال، يوضح التظليل الأصفر حوض صرف قزويني

يُعد منخفض طوران، أرض طوران المنخفضة أو الحوض الطوراني إقليمًا به حوض صحراوي منخفض يمتد من جنوب تركمانستان إلى أوزباكستان وحتى كازاخستان. يمتد إقليم الأرض المنخفضة إلى شرق بحر قزوين وجنوب شرق بحر آرال في منخفض آرال-قزوين المتسعة ولكنه يمتد إلى أجزاءٍ فوق مستوى سطح البحر أيضًا. ويُعد واحدًا من أكبر امتدادات الرمال في العالم. ففي المتوسط، يستقبل الإقليم أقل من 15 بوصةً (381 مليمترًا) من الأمطار كل عام. تقع صحراء قره قوم في الجزء الجنوبي من أراضي طوران المنخفضة.
تقع ثلاث من أكبر المدن في منخفض طوران وهي: داشوغوز في تركمانستان، ونوكوس (Nukus) في أوزبكستان، وجرجانية في أوزباكستان أيضًا. وتنخفض Vpadina Akchanaya التي تقع في تركمانستان عن سطح البحر بمسافة قدرها 267 قدمًا (81 مترًا). يجري نهر جيحون في الاتجاه الجنوبي الشرقي- الشمالي الغربي في الأراضي المنخفضة.